# Igła magnetyczna

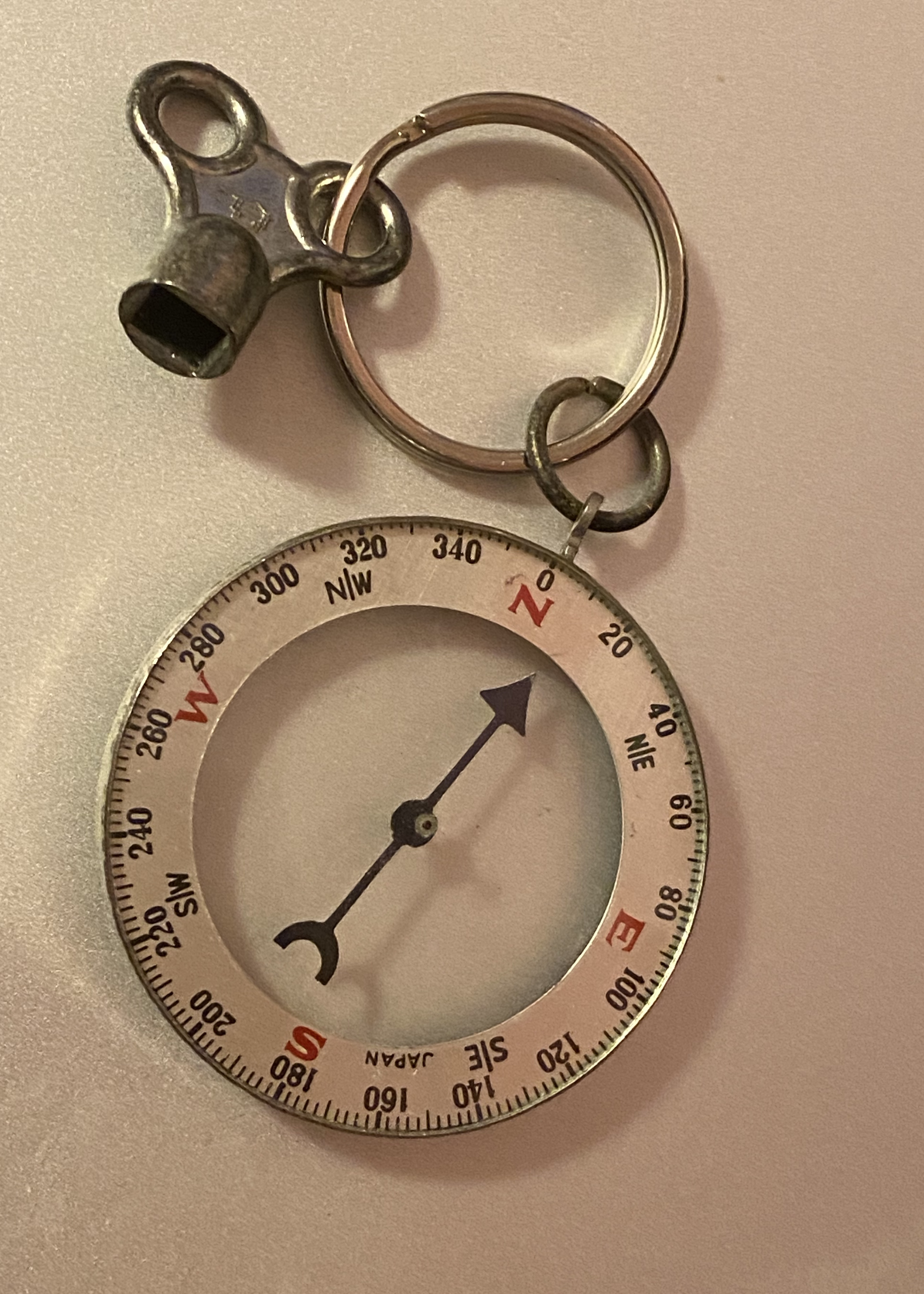
Igła magnetyczna w kompasie

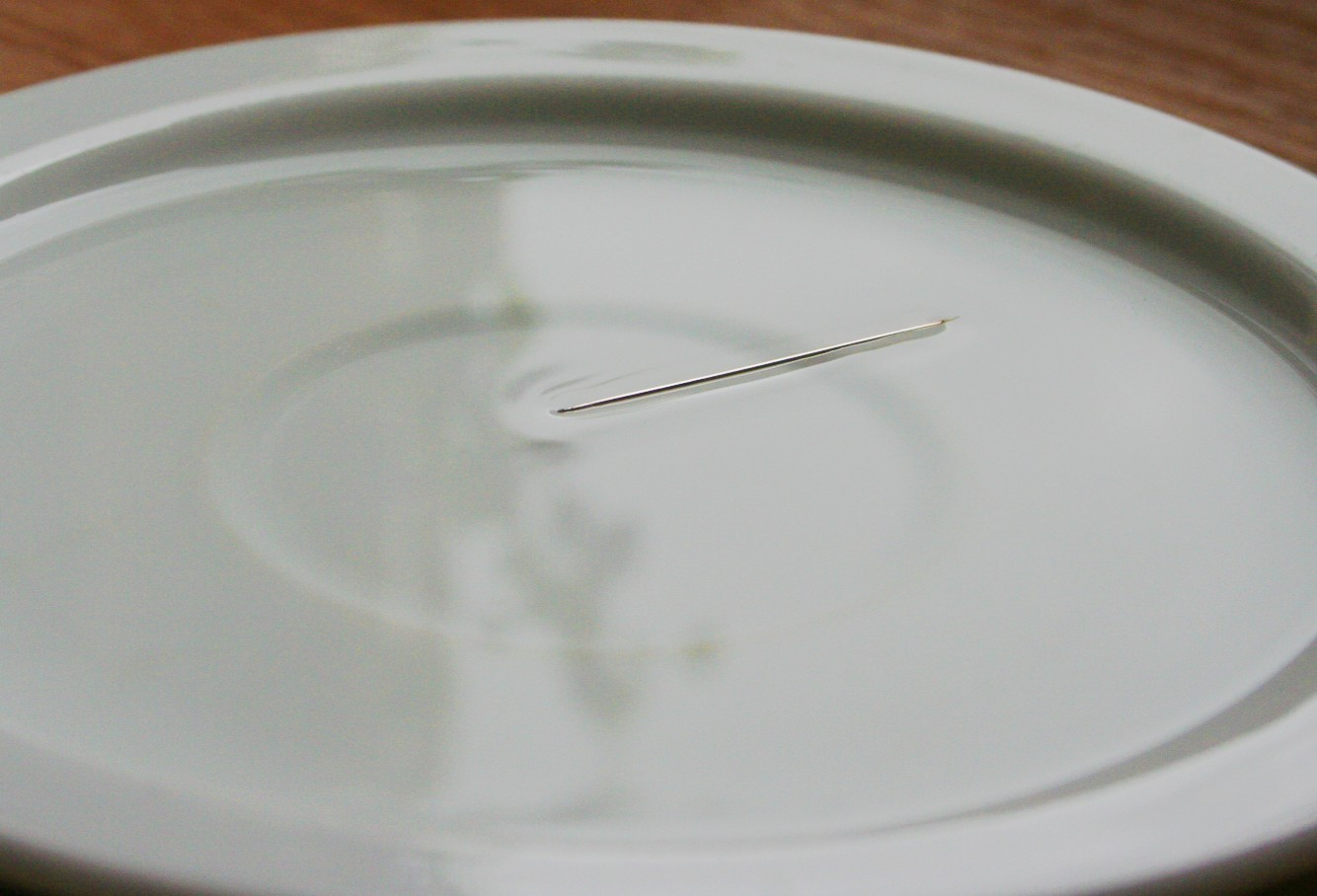
Namagnesowana igła na powierzchni wody

Igła magnetyczna – niewielki magnes trwały, zazwyczaj w kształcie wydłużonej linii, zamocowany tak by mógł się obracać wokół pionowej osi, używany do wskazywania kierunku linii pola magnetycznego.
Najczęściej jest stosowana do wskazywania kierunku ziemskiego pola magnetycznego w kompasie, który wskazuje południowy biegun magnetyczny leżący w pobliżu północnego bieguna geograficznego. Najdawniejsze urządzenie tego typu zostało skonstruowane w starożytnych Chinach; nie jest wiadome, czy dotarło stamtąd do Europy, czy też zostało wynalezione niezależnie. Magnesy szkolne w tym i igły magnetyczne malowane są od strony bieguna północnego kolorem niebieskim, a południowego – czerwonym.